# Щефан Ердман
Щефан Ердман (на немски: Stefan Erdmann) е немски писател на широко дискутирани бестселъри в жанра исторически документален роман.

## Биография и творчество
Щефан Ердман е роден на 22 февруари 1966 г. в Хановер, Западна Германия. От 1968 г. живее в Хагенбург до язовир Щадехудер. Завършва педагогика.
Запалва се по историческите тайни като студент, а през 1990 г. отива с малка изследователска група на проучвания в Египет. Той е един от малкото изследователи, които впоследствие са прекарали толкова много часове при египетските пирамиди на платото Гиза и дори са преспали в голямата пирамида. През 1993 г. минава на свободна практика и се посвещава на писателската си кариера.
През 2001 г. излиза първата му изследователска историческо-документална книга „По следите на боговете“. В нея той развива хипотезата, че човечеството в ранен етап е повлияно от по-напреднала цивилизация. За защита на тезата си прави различни изследователски екскурзии и експедиции, в Скандинавските страни, Централна и Южна Америка, Хималаите, Индия и много африкански държави, резултатите, от които представя в книгата си.
В следващите си книги „Банки, хляб и бомби“ разглежда историята от древността до наши дни, представяйки старите култури и тайните на човечеството, идващи от фараоните, Исус и Моисей, и предаването на тайното знание чрез обществата на масони и илюминати. Изказва предположението, че древните пророци от Стария завет Давид и Соломон всъщност са фараоните Тутмос III и Аменхотеп III, а Мойсей е фараона Ехнатон, а историческите факти са преиначени впоследствие от библейските автори.
Цикълът му от книги, които са свързани с „червената нишка“ за историята на Древен Египет, завършва през 2008 г. с издаването на „Хилядолетната лъжа“ в сътрудничество с писателя Ян ван Хелсинг.
През 2010 г. участва в проучвания с Ян ван Хелсинг по проекта му за живота на Хитлер след Втората световна война. Резултатите са публикувани в книгата „Hitler überlebte in Argentinien“, в която Ердман не е посочен пряко като съавтор.
На 17 април 2013 г. Ердман заедно с Доминик Гьорлиц вземат скални фрагменти от затворена за посетители камера от пирамидата на Хеопс за изследване в института Фрезениус в Дрезден, Германия. Впоследствие те са обвинени, че проучването е незаконно, и пробите са върнати на Египет през август 2014 г.
През 1990 г. Ердман започва цялостно възстановяване и преустройство на стара къща останала от дядо му Вилхем Видел, която в края на 2008 г. става старчески дом със 100 места, на който той е изпълнителен директор.

## Произведения

### Документално-исторически книги
- Den Göttern auf der Spur (2001)
По следите на боговете, изд. „Дилок“ (2014), прев. Милица Ениманева
- Banken, Brot und Bomben (2003)
Банки, хляб и бомби, изд. „Дилок“ (2010), прев. Милена Петкова
- Banken, Brot und Bomben – Band 2 (2004)
Банки, хляб и бомби 2, изд. „Дилок“ (2010), прев. Милена Петкова
- Geheimakte Bundeslade (2005)
Тайното досие „Кивот“ : най-голямата тайна на човечеството, изд. „Дилок“ (2015), прев. Милица Ениманева
- Geheimpolitik und verbotenes Wissen – Interview mit Stefan Erdmann (2006) – аудиокнига
- Die Jahrtausendlüge (2008) – с Ян ван Хелсинг
Хилядолетната лъжа: по следите на загадката на пирамидите, изд. „Дилок“ (2012), прев. Камелия Вълчева
- Hitler überlebte in Argentinien (2011) – с Абел Басти и Ян ван Хелсинг
Хитлер живя в Аржентина, изд. „Дилок“ (2016), прев. Георги Кайтазов
- Politisch unkorrekt: unbequeme Tatsachen und gefährliche Wahrheiten, die man nicht mehr aussprechen darf! (2012) – с Майкъл Морис, Андреас Поп, Йохан Георг Щницер, Михаел Фогт, Ян ван Хелсинг, Бен Моргенщерн, Йоханес Холи, Рудолф Пасиан

### Филмография
- 2006 Лъжата за Хеопс, Die Cheops-Lüge – документален, с Ян ван Хелсинг